# Йоганн Штурм
Йоганн Штурм (нім. Johannes Sturm, лат. Ioannes Sturmius; 1 жовтня 1507, Шляйден — 3 березня 1589, Страсбург) — німецький педагог — гуманіст, теолог. Відомий тим, що відкрив гімназію для хлопчиків у місті Страсбург, а також запровадив першу оцінювальну систему — екзамен.

## Ранні роки
Народився 1 жовтня 1507 року в місті Шлейден, Німеччина. Його батьком був Вільгельм Штурм (нім.Wilhelm Sturm) який виконував обов'язки скарбничого у  графа фон — Мандершайдського (нім.Graf von-Manderscheidsky), у нього було 13 сестер і братів. Отримавши свою першу освіту в будинку графа Дітріха Мандершайдського, в 1521 році він почав своє навчання в гімназії Святого Ієроніма Льєжського, де вивчав латинь, грецьку мову, логіку Арістотеля, математику і деякі елементи теології, згідно з поділом предметів, які він прийме моделлю для своєї гімназії.
Штурм дуже поважав своїх перших вчителів які почали формувати погляди юного учня на освіту. Найбільшої уваги привернув такий вчитель як Ніколя Клейнер (нім.Nicolas Kleiner) — голландський філолог, професор грецької мови та івриту, який  вплинув на майбутнього педагога і залучив його до вивчення грецької творчості. Імена багатьох інших вчителів, на жаль, не відомі. Вплив на формування світогляду мали  і батьки; своїй освіті він завдячував, в першу чергу, своїй матері, яку він вважав дуже розумною та неперевершеною жінкою. Через кілька років навчання у своїй першій школі, він продовжив його вже  в місті Люттіх, де  тривало його  формування як майбутнього педагога. З Люттіха в 1524 році він відправився до Левена, де провів перші три роки навчаючись, два наступних — як вчитель. Разом з ним там навчалися  його земляк- історик Йоган Слейдан (Філіпсон), і відомий анатом, медик Андреас Везалій (народився в 1514 році в Брюселі, написав твір «Corporis humani fabrica», який в свій час слугував медичною літературою; помер на о. Занте в 1564 році)
Разом з професором грецької мови Руджером Расцієм, Штурм заснував книгодрукарню, з якої друком вийшли книги Гомера та ін.. грецьких класиків. В 1529 році він повіз всі друковані книги до Парижу, де навчався медицини, вивчав інших грецьких та латинських класиків. Тут же й одружився і мав багато пансіонерів: німецьких, англійських, італійських та французьких.
Його популярність росла: він листувався з Еразмом, Меланхтоном і Буцером. З Парижа він приїхав до Страсбурга, викликаний туди особливими стараннями, згадуваним вже, Якова Штурма. Йому запропонували організувати міську гімназію. План для цієї установи Йоганн Штурм опублікував під заголовком: De literatum liudis recte aperiendis(з лат. Відкриття належним чином дізнався Liudi).   В 1538 році гімназія була урочисто відкрита.

## Діяльність Й.Штурма
Завдяки тому, що він був людиною комунікабельною, він досить легко міг вплинути на іншу  людину пояснюючи їй свої думки стосовно освітньо-педагогічного процесу. Опановуючи  нові рівні освіти він почав листування з такими відомими діячами як: Еразмом Ротердамським (нім.Erasmus Rotterdam) — професором Левенського університету та відомим богословом; Філіпом Меланхтоном — німецьким гуманістом, педагогом, теологом, викладачем Гейдельберського університету Рупрехта-Карла, сподвижник Лютера, а також Штурм був його послідовником; Мартіном Буцером (нім.Martin Buzer) — церковним реформатором, очільник реформації в Страсбургсі. Він був високої думки про цих діячів, завжди звертався до них за порадою, адже вважав їх дуже впливовими діячами, тому за корисне було б заручитися їхньою підтримкою В 1538 році гімназія була урочисто відкрита, а пожиттєвим ректором (Rector perpetuus) був призначений Йоганн Штурм. Так він виконав свій план організації навчального закладу. Посаду  ректора він обіймав 45 років, з 1538 по 1583 роки.

## Навчання в Страсбурзькій гімназії
А зараз ми розглянемо яким саме чином Штурм уявляв навчання у своїй гімназії. На його думку, хлопчик повинен починати свою освіту в 6 або 7 років. Власне основне навчання мало тривати десять років, тобто до 16-ти років.
Розглядаючи організаційно педагогічну діяльність Штурма ми спробуємо визначити які він вбачав шляхи підвищення ефективності навчальної діяльності у його Страсбурзській гімназії.
В реалізації своїх ідей Штурм обрав складання письмових методологічних порад у формі листування.          
Так, для вчителя десятого класу Фризія (нім. Friziy), Штурм радив у в своєму листі закласти фундамент основ освітнього процесу, навчати дітей простим викладанням без  зайвих навнтажень. Якщо діти засвоїли всю програму успішно і результати успішності будуть високими, то це буде  найбільшою нагородою для вчителя. В кінці року проводився екзамен, де учень дев'ятого класу запитував учня десятого класу, чого той навчився за весь рік, після чого відбувався перехід учнів до наступного класу.
Ширнеру (нім. Shirner), вчителю дев'ятого класу, Штурм писав, що той повинен закріпити в пам'яті учнів вивчений матеріал з попереднього класу, а також він повинен був посприяти  вивченню нових латинських слів. Наприклад, один учень повинен був вивчити одні слова, а другий інші, але щоб ці слова відповідали одному поняттю (наприклад, один вивчав слово «alauda» — жайворонок, а інший «anas» — качка), потім вони вислуховували один одного і це, на думку Штурма, сприяло б таким чином легкому запам'ятовуванню цих слів.
Тут також прослідковується проведення перевірки знань у формі  екзамену, де учень восьмого класу питав учня дев'ятого класу про його досягнення. Про це ми вже повідомляли  вище, але тут вже колишній екзаменатор екзаменується сам. В такому ж порядку продовжувалися екзамени і в наступних класах.
Матоею Гюрберу (нім.Mutter Gurber), вчителю восьмого класу, Штурм радив також закріпити знання набуті в попередніх класах, навчити їх новим словам та залучив до вивчення творів римських та грецьких ораторів. Також  починалося вивчення  листів Цицерона.
Лінгельсгемій (нім.Lingelsgemei) був вчителем сьомого класу, і йому Штурм писав у листі про заборону використання будь-якого катехізису з попередніх класів, тобто вони повинні були навчатися всьому новому. Він радив за доцільне виконувати різні письмові та усні  вправи, щоб таким чином вони повторювали вже вивчений матеріал в попередніх класах. В неділю учні перекладали німецький катахізис на латинську мову, окрім слів які були затверджені церквою (Trinitas — Трійця; sacramentum — таємниця; baptismus — хрещення). 
Вчителю шостого класу — Маллеолу (нім.Malleol) потрібно було ознайомити учнів з більшими листами Цицерона. Також Штурм порадив цьому вчителю поділити учнів на три декурії; перша декурія перекладали та переказували на пам'ять твори єпископа Амвросія (Bischof von Ambrose), друга — епіграмму Марціала (Folge von Marcyal), третя — Горація (Horror). В цьому ж класі починалося глибоке вивчення грецької мови.
Бітнеру (нім. Beatner), вчителю п'ятого класу, порадив навчити  учнів нових грецьких слів для позначення побуту життя та звичаїв. Вже в кінці навчального року учні повинні були практикуватися в складанні віршів. В суботу та неділю вивчалися послання апостола Павла. Також в цьому класі повинна була вивчатися музика.
В своїх листах до вчителів четвертого класу — Лаврентія Енглера (нім.Engure Lawrence), третього — Бошію (нім.Bosch), другого — Ренарду (нім.Renard) та першого — Голію (нім.Goliu), Штурм також писав про їх  вчительську відповідальність, їх педагогічний обов'язок перед гімназистами та завдання які вони повинні виконувати разом з учнями, аби ті також відчували підтримку від своїх наставників. Також за його порадою в третьому класі починалася читати перша книга «Ілліади» або «Одісея». У всіх класах продовжувалося читання послань святого апостола Павла, але в цих класах вже потрібно було заучувати їх на пам'ять. Юнаки повинні були перекладати речення з латинської мови на грецьку і навпаки. Також вважалося за доцільне грати різні ролі у виставах, які учні самі ж й організовували, адже навіть в своїх листах Штурм згадував про те, що сам в роки свого навчання він грав роль Гета в комедії Теренція «Форміо».
Також нам стає відомо з листа Штурма, що в першому класі рівень знань учнів досягав дуже високого рівня, адже учні самостійно повинні були складати твори латинською або грецькою мовами в художньому стилі, а послання апостола Павла повинне було пояснюватися учнями самостійно без допомоги вчителя.
Сказане нами характеризує Страсбургську гімназію як навчальний заклад, в якому навчання було організоване, поступове. Штурм надавав колегам, а точніше вчителям його гімназії, велику підтримку для досягнення його ідеальної моделі навчання.
Штурм вважав, що німецькі учні можуть стати істинними латиністами, які могли б стояти на ряду з Цицероном. Тому він вважав народною бідністю — publicum et comunne malum (державною і суспільною убогістю), що не всі розмовляють латинською мовою. Завданням його школи і вчителів є «istud malum corrigere industria» — виправлення цього зла.
Важливим  способом для досягнення цілей  була «imitatio», в якій були записані всі латинські вправи в Страсбургській гімназії. 
Отже, охарактеризувавши систему педагогічних поглядів з листів Й. Штурма, робимо висновок, що Штурм писав ці листи для того, щоб підтримати вчителів, дати їм пораду або ж настанову. Слід сказати, що Штурм таким чином приділив увагу кожному зі своїх колег і це не залишилося без результату, адже учні вже під кінець свого навчання могли вільно писати, читати, говорити не тільки латинською мовою, а й грецькою, що мало дуже великий вплив на декламування їхніх ораторських здібностей. Тож ефективність методів навчальної діяльності та  педагогічних поглядів Йоганна Штурма  була дуже  високою.

## Виховний та навчальний процеси
Щодо виховної діяльності в гімназії, то тут були введені свої правила, виокремлювалася модель поведінки якої повинні були дотримуватися всі учні без винятку, а також і вчителі, але для них були введені свої правила на яких базувалася вся виховна діяльність.
В позаурочний час  учні були під постійним наглядом вчителя, якому входило в обов'язок «день і ніч слідкувати за учнями», привчати їх до виконання шкільних законів, «ретельно слідкувати за їх здібностями», «доповідати про учнів, на його розсуд, нездатних до навчання», одних нагороджувати, інших карати за лінь, «але не схилятися до крику, смикання за волосся й за вуха, чи взагалі до кулаків і палок», спілкуватися тільки по батьківські, «не дуже строго, але й не дуже ласкаво». Тобто, як ми бачимо, в гімназії не дозволялося застосовувати силу до дітей, але допускалося певне покарання їх якщо вони не навчалися або скоювали провину.
О 5 годині ранку за дзвоником кожен з учнів повинен був встати, прибрати ліжко і підмести кімнату. Потім всі збиралися і повинні були в присутності вчителя прочитати молитви. Після снідали, а потім починали урок, який розпочинався і закінчувався молитвою. 
В дні щоденного богослужіння, так само в неділю і в свята, учні разом з вчителями ходили до церкви, причому вчитель повинен був наглядати за тим, щоб кожен мав при собі псалтир, білію або Нову Заповідь. Ближче до обіду збиралися на спільну трапезу. Це робилося для того, щоб і за столом також дотримуватися страхів Божих, скромність і благопристойність і щоб все відбувалось пристойно і добропорядно. Вчитель  повинен був постійно бути присутнім і нікуди не відлучатися. Також кожного дня він запрошував до себе ще одного із професорів, для того щоб порадитися з ним  відносно дисципліни та навчання. Так як вчена і благочестива бесіда — найкраща їжа, то професор, якому випадала черга бути присутнім за обідом, повинен був не мовчати за трапезою, а говорити на ті теми які могли б послугувати для розвитку юнаків. Причому бесіда повинна була бути тільки на латинській мові. З цього випливає те, що у вихованні учнів бав участь не тільки один вихователь а й інші, адже це, на думку Штурма, могло б сприяти розвитку вихованців коли б двоє викладачів спілкувалися на  тему що стосувалася вчення на латинській мові.
Щодо навчального процесу, то тут слідкуємо за тим, що Штурм чітко розписав порядок проведення уроків та все що потрібно було учням для вивчення. Тож після обіду, тобто певного відпочинку, продовжувався  урочний час. Кожен учень повинен був зайняти своє місце, той хто не дотримувався порядку, того відмічав доглядач (такого назначали в кожному класі, щоб за відсутності вчителя дивитися за порядком) і потім  карався вчителем.
Хто під час уроку був не уважним, балакав, писав або малював не те що задавалось вчителем, хто не приніс з собою необхідні книги, пера і папір; точно так як і той, хто не вивчив домашнього завдання, піддавався покаранню. Він карався або легким способом — доганою, або гіршим — різками, але такі випадки майже ніколи не відбувалися. Адже учні сумлінно вчилися і намагалися показати себе  з найкращої сторони.
У вільний час або в літні дні, також після закінчення уроків учнів водили в поле на відпочинок. При цьому зазначалося: «Ніхто не сміє відділятися в сторону від шеренги чи ховатися в будь-яких місцях, не знайомих вулицях, наповнювати шлунок молоком, вином чи будь-яким іншим ласощами, щоб не зіпсувати свого здоров'я і не тратити своїх грошей на дрібниці, і щоб ніхто не міг заразитися іншими соромливими справами і шкідливими пороками». Ввечері  всі знову збиралися в їдальні, щоб в присутності педагога повечеряти. День закінчувався молитвою, після чого кожен повинен був, зимою о 20.00, а в літку о 21.10 піти спати. Ворота гімназії одразу закривалися, і педагогами, які жили в спальному відділенні, здійснювався обхід щоб ні в чиїй кімнаті не горіла свічка, всі спали, і ніхто не займався непристойними справами (в нашому розумінні це могло б бути або різні ігри, які не відповідали ніяким потребам у навчанні та ще й в ночі).
Отже, як ми бачимо, навчальний процес та виховний базувалися на певних правилах які Штурм ввів для підтримання порядку та етикету в гімназії. Взагалі він хотів щоб його учні виховувалися в любові, тому і не міг допустити того, щоб його вихованці сварилися, билися, а вихователям доручив виховувати в юнаків довіру до себе і щоб ті жили в мирі і злагоді. Навчальний день завжди супроводжувався молитвою та бесідою. Але, на нашу думку, були і свої мінуси в методиці навчання які проявлялися в його гімназії. Один з основних мінусів — неприязнь будь-якого іншого предмету для навчання, окрім мистецтва красномовства та латинізації всього навчального процесу та все ж згодом він переосмислив свої погляди та ввів до навчального процесу й інші предмети.

## Зміст, форми, методи організації навчального процесу в Страсбурзькій гімназії
У XVII — XVIII cт. разом із поширенням досвіду Страсбурзької гімназії йшов процес укорінення розробленої Й. Штурмом дидактичної моделі засвоєння учнями навчального матеріалу, яка поєднувала три компоненти: praecepta, exempla, imitatio.
Гімназію Штурм поділяв на десять класів, відповідно десять років гімназисти повинні пробути в ній. Тривалий час вважалося, що Страсбурзька гімназія поділялася на дев'ять класів (ordines, curiae, tribus), але за останніми даними, за записами  його учня Мартіна Крузіуса «verwenden von Notizen Ihres Lehrers Johann Sturm» (з нім. Використання заміток свого вчителя Йоганна Штурма), про якого ми зазначали в попередньому параграфі, виявляється, що його гімназія була поділена на десять класів.  З цих десяти років Штурм зазначав, що  сім років повинні бути призначені для навчання чисто-латинською мовою, решту два роки для отримання вишуканості, тобто ораторства; вивчитися з великою швидкістю і правильністю — це задача п'яти академічних років.  Два найкращих із усього класу учнів повинні отримувати премії, тобото певні нагороди. Щорічно повинен відбуватися перехід хлопчиків у старші класи. Так Штурм розписував  свій навчальний план  в якому він далі характеризує задачу кожного класу окремо.
Також слід зазначити, що після сорока років з моменту заснування гімназії, в 1578 році, був введений екзамен, який з точністю зберігся до наших часів. Він відбувався майже так само як і зараз, але тоді в ролі екзаменатора виступав учень старшого класу. Тобто, на екзамені учень старшого класу опитував молодшого учня, чого той досяг  за рік, чого навчився, також перевірялися всі вивчені правила які учень повинен був застосувати на практиці (наприклад, якесь слово він повинен назвати в різних відмінках та навести приклади речень де ці відмінки  застосовуються). Якщо учень успішно складав екзамен то він переходив до іншого класу, а на наступний рік він вже сам ставав екзаменатором.
Штурм дуже піклувався своєю  гімназією і робив все можливе для того, щоб надалі надати їй рис університету. Він розумів чого хотів, також дуже чітко усвідомлював  ті речі які  йому в подальшому повинні були послугувати для досягнення його цілей.
За статистичними даними  в його гімназії чисельність учнів-випускників налічувалась, за період з 1537 до 1578 року, декілька тисяч. До його гімназії приїжджали учні не тільки з Німеччини, а й з Португалії, Польщі, Данії, Франції та Англії. Але його педагогічна діяльність не обмежувалась лише  гімназією: завдяки своїм  учням  він надавав допомогу іншим педагогам які зверталися до нього за порадою. Таким чином він є взірцем і серцем школи. Не дивлячись на це він намагається  простим і тихим вчительським життям.
В цій організації школи Штурма існує порядок і послідовність. Проходячи всі десять років навчання учні повинні були дуже добре говорити латинню, добре писати грецькою, вміти перекладати катехізиси та твори з німецької і досягнути мистецтва красномовства, яке вважалось ораторством. Для досягнення цієї цілі повинні були слугувати навчальні щоденники, в яких учні виконували всі завдання, а вчителі збираючи їх на перевірку слідкували за виконанням всіх завдань та успішністю учнів.
Врешті-решт, Штурм всіма силами вносив єдність в прагнення своїх вчителів, пояснюючи що всім їм доведеться працювати над однією справою, що вчителі старших класів нічого не можуть вдіяти та навчити більшого учнів, якщо ще в молодших класах не буде закладена міцна основа жаги до навчання.
На перший погляд можна було б подумати, що Штурм піклувався тільки про знання мов, але якщо придивитися уважніше, то стає очевидним те, що він також, хоч і не одразу, приділив значну увагу й іншим наукам. Та все ж, на нашу думку, великим недоліком була відсутність вітчизняної німецької мови. За різними джерельними даними сам Штурм особисто з деякою гордістю вихвалявся що він витіснив німецьку мову з освітнього процесу, адже понад усе ціллю було вивчення мови Цицерона та інших класиків, але згодом він все-таки ввів до навчальних предметів і її.
В його методах виховання передують с початку десять заповідей, апостольські символи віри, Отче наш й інші молитви на латині, де розміщені також календар, уривки для читання в різних класах, шкільні закони, і пісні багатоголосного співу для вивчення метру. Його «Selectum latinae grammaticae compendium», 1556-го року, розподілений по ступеням для кожного класу окремо.
Учні, як нам уже відомо, повинні були вчитися говорити і писати латинською мовою, як говорив і писав Цицерон; вони повинні були наслідувати його. Для цього Штурм створив власну теорію, яку зробив провідною в своїй шкільній практиці. Та багато хто з педагогів назва його метод «imitatio» теорією гри  у «мертву ворону» (Dohlenstreiche), так як все зводиться до того, що з допомогою невеличких варіацій  зробити фрази Цицерона новими і видати це як власне творіння письмово або усно.
Отже, організовуючи гімназію у Стасбурзі великий педагог продумував кожен момент, кожен крок, як свій проєкту. В допомозі йому послугували, певним чином, його учні які своєю завзятістю та прихильністю до свого вчителя привели його до ще більшої слави та підняття його на вищий рівень у суспільстві. Хоч і деякі з сучасних дослідників вважають його метод не досконалим, але ми повинні зазначити, що все ж його метод був дієвим.

## Останні роки
В наступні роки, внаслідок богословських репресій, 76-ти-річний Штурм був звільнений, адже будучи кальвіністом, він втрутився в суперечку з лютеранами з приводу формули згоди. Справа в тому, що ворожі між собою релігійні елементи почали сутички в Страсбурзі один з одним. Реформація Лютера зустріла багато прихильників у місті Швабія, на заході Німеччини. В той же час думки швейцарських реформатів з міст Базеля і Цюриха також знайшли своїх однодумців у Страсбурзі. Унаслідок цього Страсбург було приєднано, відносно релігійних вірувань, до міст Констанцу (територія Румунії), Ліндау (землі Боварії, Німеччина) й Меммінгену (західна Баварія). У 1530 році в місті Марбург при суперечці про Таїнство Причастя, присутні при цьому страсбургці Йоганн Штурм, Мартін Буцер і єпископ Гідеон Балапан (відомий українець, галичанин, архієрей Київської митрополії Константинопольської православної церкви), стояли на стороні міста Цвінглі.
Протистояння між лютеранами та реформатами зростало. Штурм не погоджувався з тезами  богослов'я страсбурзького єпископа Паппуса  про християнську любов, в яких він давав відповіді на два питання: 1) чи не гидко християнському коханню проклинати блуд, який протистоїть слову Божому?; 2) чи перечить воно такій любові, коли від церков, які вперто захищають блуд такого роду, зрікаються публічним зізнанням?
На це Й.Штурм у своїй праці «Antipapus primus»  виказував свої невдоволення, але Штурм не зміг донести до кінця свою думку, Паппус та його однодумець Марбух отримали велику перевагу у своїх повчаннях; як наслідок їм довелося примиритися. Вже 7 грудня 1581року за рішенням міської Старсбурзької ради Йоганн Штурм, через формальні підстави такі як поважний вік та стан здоров'я, але, можливо і через ту суперечку з Папусом, він був звільнений з посади ректора і позбавлений всіх своїх привілегій.
То були важкі часи і обставини які підбурили один проти одного двох впливових діячів, Штурма та єпископа Паппуса.
Вже на схилі років Штурм декілька років  переживав те, що його ніхто не зрозумів і не підтримав, і те що його думки не були почуті. Під кінець він осліпнув. Виснажений тяжкою працею та через поважний вік Йоганн Штурм помер 3 березня у 1589 році, йому було 82 роки, похований  на кладовищі св. Галла в Стасбурзі.

## Значення творчості Й.Штурма для сучасності
Епоха пізнього Середньовіччя, незважаючи на суперечливість головних своїх тенденцій і пошуків в економіці, політиці, культурі, освіті, є однією з унікальних епох, що принесла підйом творчих сил людства, створила нові оригінальні системи навчання й виховання. Тоді виокремилися дві головні тенденції соціалізації людини: гуманістична, куди належав і сам Штурм, що проповідувала гармонійний розвиток вільної особистості, яка перетворює суспільство і природу, та реформаційна, що пропагувала ідеал спільноти і визначала функціонування особистості в межах громади, а також намагалася реформувати католицизм.
В часи Відродження створювалися нові типи шкіл, що орієнтувала учнів на практичне вирішення задач, на знання, що базуються на світських і раціоналістичних принципах (дослідного походження). Проте кількість таких навчальних закладів була ще невеликою, а ідея загальної освіти не була практично здійснена. Ця епоха знаменується тим, що з'являються великі педагоги які майже все своє життя присвятили створенню та втіленню свого ідеалу освіти в практиці.
У проведеному нами історико-педагогічному аналізі було виявлено багато маловідомих фактів і обґрунтованих видатними педагогами теоретичних положень, що мають ключове значення для підвищення якості освіти, але не знаходять логічного продовження в дидактичних дослідженнях і шкільній практиці XX- початку XXI століття. У цьому зв'язку глибокого значення набуває аналіз педагогічної спадщини Й. Штурма.
Можемо вважати, що одним із найважливіших чинників на шляху від кінця XVII століття до сучасності була і до певної міри залишається дидактична концепція Й. Штурма, якому належить велика роль у практичному запровадженні класно — урочної системи навчання. Класно-урочна система навчання в тому догматичному вигляді, який надав їй Й. Штурм, стала однією з провідних систем шкільної освіти в багатьох країнах світу, наприклад сучасна Україна, Франція, Німеччина і т. д.
Будучи послідовником реформата шкільної освіти в Німеччині Філіпа Меланхтона, який запропонував поділ учнів на класи за віком, Штурм продовжив його справу та реалізував ці пропозиції на практиці в своїй Страсбурзькій гімназії. Наприкінці XVI cт. поділ учнів на класи був запроваджений також у братських школах України (Львівській, Луцькій та інші) запропонований  Яном Амосом Коменским — чеським педагогом — гуманістом, який обґрунтував класно — урочну систему теоретично, адже, як випливає з його  творчої спадщини, він бачив у ній не лише педагогічно ефективну систему, але й один із засобів демократизації шкільної освіти. Та сам Коменський був прихильником вивчення мов спочатку -  рідної, потім латинської — як мові науки  та культури того часу. Як ми знаємо Штурм був іншої думки щодо вивчення мов. Штурм розробив методику викладання стародавніх мов, виділивши ступені їх освоєння: знання правил граматики; вміння навести приклад; вміння вільно повторювати нові речення. Він був автором підручників, хрестоматій та інших творів які принесли йому славу на ввесь світ та стали за основу праць його послідовників таких як. В педагогічних творах (як й в інших його працях, на латинській мові) дав опис навчального процесу в гімназії, основні елементи якого зберігалися майже до кінця 19 століття. У своїй педагогічній діяльності Й.Штурм зосереджував  на утвердженні культу латинської мови і латинського красномовства. Тому в Страсбурзькій гімназії, як зазначав Л.Синицький, «суворо слідкували за тим, щоб учні навіть один з одним не розмовляли інакше, як латинською мовою». Цей культ виродився в мертве, позбавлене життя засвоєння форм і фраз, в механічне наслідування, в безплідну віртуозність у способах усного й письмового мовлення. Проте на кінець XVIII століття панівні позиції в системі шкільної освіти країн Західної Європи займали класичні гімназії, для яких зразком залишалася латинська гімназія Й. Штурма. Розроблена цим педагогом методика догматичного вивчення правил латинської граматики була перенесена його послідовниками на викладання  інших навчальних предметів.
Діяльність Й. Штурма не залишилася поза увагою сучасної освіти, адже і тоді, ще за його життя, суспільство глибоко цінувало досягнення цього педагога, а  зараз гімназію Штурма вважають прообразом європейської школи. Класно-урочна система, яка прийшла на зміну індивідуальної та індивідуально-групової системам, яка утвердилася в діяльності Страсбурзької школи Й.Штурма (1538г.), Застосовувалася в єзуїтських школах в 20-30 роках XVI століття. На нашу думку, педагогіка Єзуїтів (члени католицького чернечого ордену, що був заснований іспанським дворянином Ігнатієм Лойлою та його однодумцями; з наступом Контрреформації орден єзуїтів став першим релігійним орденом в історії католицької церкви, для якого освітня діяльність стала провідною) була значною послідовницею педагогічної діяльності Штурма.
Ця система знайшла своє місце в початкових школах Чехії, Польщі, Угорщини, Саксонії та інших країн. У Росії класно-урочна система стала застосовуватися в другій половині XVIII століття і розглядалася як основна організаційна форма навчальної роботи.
Варто зазначити, що його учні також наслідували педагогічну діяльність свого вчителя і впроваджували її в своїх освітніх закладах. Найвідомішими його учнями — послідовниками були Йоганн Шенк, Кристіан Крузіус про яких ми зазначали вже раніше в попередньому параграфі.
Заради справедливості  слід зауважити, що і на сьогоднішній день класно-урочна система залишається найбільш популярною в сучасних школах всього світу. Театральне мистецтво та складання віршів в школах також беруть початки саме з Штурмової гімназії.
Незважаючи на деяку відірваність від реального життя, цей тип освіти впевнено увійшов в життя і з'явився зразком для шкіл подібного типу. «Мудре і красномовне благочестя» (нім. die weise und redegewandte Frömmigkeit) випускників було основною метою гімназії і, хоча в подальшому її шкільний план звинувачували в непослідовності, дослідники проблеми стверджують, що педагогам там добре вдавалося «перетворювати знання в уміння», а не накопичувати «мертвий матеріал». Крім того, Штурм мав видавничий досвід і вміло використовував його на благо школи. Їм були видані твори класичних авторів і тексти з риторики, які активно використовувалися в навчальному процесі. Система освіти, створена в гімназії Штурма спрямована в майбутнє: цілі і принципи, а також форми і методи навчання, застосовувані там, надовго увійшли в педагогічну практику.
Отже, вивчаючи педагогічну спадщину Й. Штурма з'ясовується, що він зробив дуже вагомий внесок, розробив такий навчальний план та систему освіти, що навіть через кілька сотень років його праця є актуальною для сучасної освіти. За часи його діяльності було запроваджено підсумковий контроль знань учнів у вигляді екзамену. В Страсбурзі на честь Штурма навіть був встановлений рельєф на Страсбурзькому театрі. Слід зазначити, що багато було послідовників які вивчали систему освіти Штурма, давали їй нове життя, тобто застосовували її у своїх освітніх працях та надавали їй нових рис; відкривалися нові школи на зразок Страсбурзької гімназії. Але  багато сучасників все ж не можуть дійти згоди в однойменному рішенні: чи насправді освіта яку здійснював Штурм була якісною та ефективною? Є багато суперечок на рахунок цього запитання, але все ж ми можемо стверджувати, що справи Штурма не були безглуздими і не практичними. До вище сказаного можна ще добавити, що діячі Реформації швидко усвідомили роль виховання і навчання в боротьбі за «розум і душу» людей. Вони доводили необхідність поширення освіти, пройнятої духом реформованого християнства, значно наближеного до життя, ніж традиційна школа, і орієнтованого на охоплення значно більше широких мас населення, ніж це було раніше.